# Schooled (serie de televisión)
Schooled es una comedia de situación estadounidense y una serie derivada directa de The Goldbergs. Fue encargada por ABC con Tim Meadows, Bryan Callen y AJ Michalka como protagonistas. El concepto se emitió como un piloto introductorio en un episodio del 24 de enero de 2018 de The Goldbergs llamado "The Goldbergs: 1990-Shething". La serie fue estrenada el 9 de enero de 2019. Tras dos temporadas, la serie ha sido cancelada.

## Reparto

### Principal
- Tim Meadows como el Director John «Andre» Glascott
- Bryan Callen como el Entrenador Mellor
- AJ Michalka como Lainey Lewis
- Brett Dier como Charlie «CB» Brown
- Haneefah Wood como Wilma Howell (temporada 2)[5]

### Recurrente
Maestros y personal:
- Lennon Parham como Liz Flemming
- Stephen Tobolowsky como Earl Ball
- Clancy Brown como el Sr. Crosby
- Alphonso McAuley como Coop
- Ana Gasteyer como Susan Cinoman
- Greg Proops como el Sr. Granger
- Sean Marquette como Johnny Atkins

Estudiantes:
- Rachel Crow como Felicia Winston
- Israel Johnson como Ed
- Dallas Edwards como Aaron
- Jeffrey Cade Ross Brown como Tom Scott
- Gabe Gibbs como Weasel
- Sofie Landsman como Jessica
- Abi Brittle como Becky
- Connor Cain como Bobby Maloney

### Invitados especiales
- Troy Gentile como el Dr. Barry Goldberg
- Wendi McLendon-Covey como Beverly Goldberg
- Hayley Orrantia como Erica Goldberg
- Bradley Steven Perry como Brec Raday
- Karan Brar como Reza Alavi
- Jeremy Ray Taylor como Reed

## Episodios
| Temporada | Temporada | Episodios | Episodios | Emisión original         | Emisión original   |
| Temporada | Temporada | Episodios | Episodios | Primera emisión          | Última emisión     |
| --------- | --------- | --------- | --------- | ------------------------ | ------------------ |
|           | 1         | 13        | 13        | 9 de enero de 2019       | 8 de mayo de 2019  |
|           | 2         | 21        | 21        | 25 de septiembre de 2019 | 13 de mayo de 2020 |

## Producción

### Concepto original
En noviembre de 2016, se informó por primera vez que ABC estaba desarrollando un spin-off que se centraría en el personaje recurrente Rick Mellor, interpretado por Bryan Callen. El 10 de enero de 2017, se informó que el personaje de Wendi McClendon-Covey aparecía en el guion en una aparición como invitado. El guion fue ordenado para ser pilotado el 2 de febrero de 2017.
El 16 de marzo de 2017, se confirmó que Nia Long había sido elegida como la protagonista femenina en el papel de Lucy Winston. Al mismo tiempo se confirmó que Tim Meadows repetiría su recurrente papel de The Goldbergs como Andre Glascott. Jay Chandrasekhar también fue confirmado para dirigir.
El 17 de mayo de 2017, ABC aprobó el spin-off, a pesar de que, según se informa, se ha probado muy bien, llegando incluso a probar mejor que el piloto de la serie original. Al mismo tiempo, Adam F. Goldberg reveló el título del spin-off faliido - "Schooled".
El 8 de enero de 2018, se anunció que el piloto saldría al aire como un episodio especial de The Goldbergs el 24 de enero de 2018, bajo el título The Goldbergs: 1990-Shething. Junto con Nia Long como Lucy Winston y Tim Meadows como el profesor convertido en director, Andre Glascott (quien también se revela como el hermano de Lucy), el piloto también protagonizó a Rachel Crow como la hija adolescente rebelde de Lucy, Felicia, y Summer Parker como la hermana menor y burbujeante de Felicia, Gigi, con Octavia Spencer narrando como la Felicia de hoy.

### Redesarrollo
Después de que el piloto saliera al aire, Goldberg había expresado la esperanza de que la transmisión acelerara las discusiones con ABC que podrían llevar a que la serie fuera recogida para la temporada televisiva 2018-19. Tres meses más tarde, el 16 de abril de 2018, se anunció que ABC había adquirido oficialmente el spin-off, Schooled, para una temporada de 13 episodios que se emitirá en 2019. También se anunció que AJ Michalka repetiría su papel de Lainey Lewis de The Goldbergs en la nueva serie, pero Nia Long no regresaría al spin-off por ser miembro habitual del elenco de la serie de CBS NCIS: Los Ángeles.
El 3 de octubre de 2018, fue anunciado por Deadline que el actor de Jane the Virgin actor Brett Dier tendría un papel regular en la serie como C.B., un maestro que es amigo y rival de la profesora novata Lainey Lewis. C.B. también se basa en el profesor y amigo favorito de Adam Goldberg.
El 28 de noviembre de 2018, se reveló que la serie se estrenaría el 9 de enero de 2019.

## Recepción

### Críticas
En Rotten Tomatoes la serie tiene un índice de aprobación del 73%, basado en 11 reseñas, con una calificación promedio de 5.92/10. El consenso crítico del sitio dice, «La salida de Schooled de primer año lucha por diferenciarse de su predecesor, aunque su sensibilidad dulcemente tonta y su elenco estelar pueden ser suficientes para los espectadores que buscan una comedia de buena naturaleza». En Metacritic, tiene puntaje promedio ponderado de 26 sobre 100, basada en 7 reseñas, lo que indica «criticas mixtas o medias».

### Audiencias
| Temporada | Horario (ET)         | Episodios | Primera emisión          | Primera emisión      | Última emisión     | Última emisión       | Ranking | Prom. de espectadores (millones) | Adultos de 18–49 años (promedio) |
| Temporada | Horario (ET)         | Episodios | Fecha                    | Audiencia (millones) | Fecha              | Audiencia (millones) | Ranking | Prom. de espectadores (millones) | Adultos de 18–49 años (promedio) |
| --------- | -------------------- | --------- | ------------------------ | -------------------- | ------------------ | -------------------- | ------- | -------------------------------- | -------------------------------- |
| 1         | Miércoles 8:30 p. m. | 13        | 9 de enero de 2019       | 4.82                 | 8 de mayo de 2019  | 3.92                 | 81      | 5.05                             | 1.4/6                            |
| 2         | Miércoles 8:30 p. m. | 21        | 25 de septiembre de 2019 | 3.41                 | 13 de mayo de 2020 | 3.21                 | 84      | 3.93                             | 0.9                              |